# Di'anmen

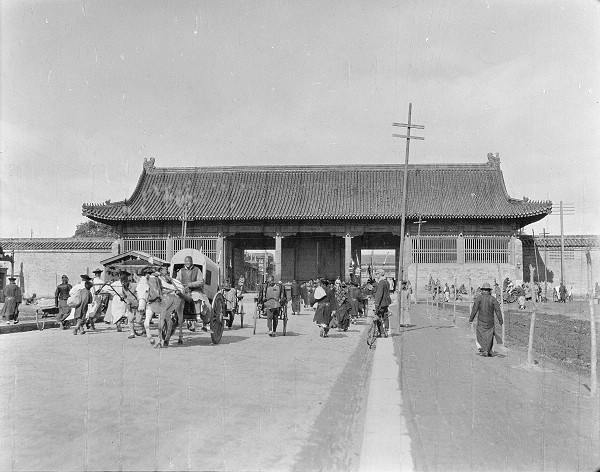
Di'anmen mellan 1917 och 1919

Di'anmen (地安门; Dìānmén) var en stadsport i Peking i Kina som uppfördes under Mingdynastin. Di'anmen låg tre kilometer rakt norr om Himmelska fridens torg i norra delen av den centrala axel som löper i nord- sydlig riktning genom centrala Peking.
Di'anmen uppfördes 1420 i samband med att kejsar Yongle återuppbyggde Peking som landets huvudstad, och var den norra porten i den inre stadsmurens omslöt den kejserliga staden. Porten var 38 m bred och 12 m hög och djup. Di'anmen revs 1954 alternativt 1955 för att ge plats för vägar.
Det finns planer från 2011 av Beijing Municipal Administration of Cultural Heritage att återuppbygga Di'anmen i anslutning till sin ursprungliga plats, men trafiksituationen i området har gjort att planerna avslagits.